# Armand Meyers

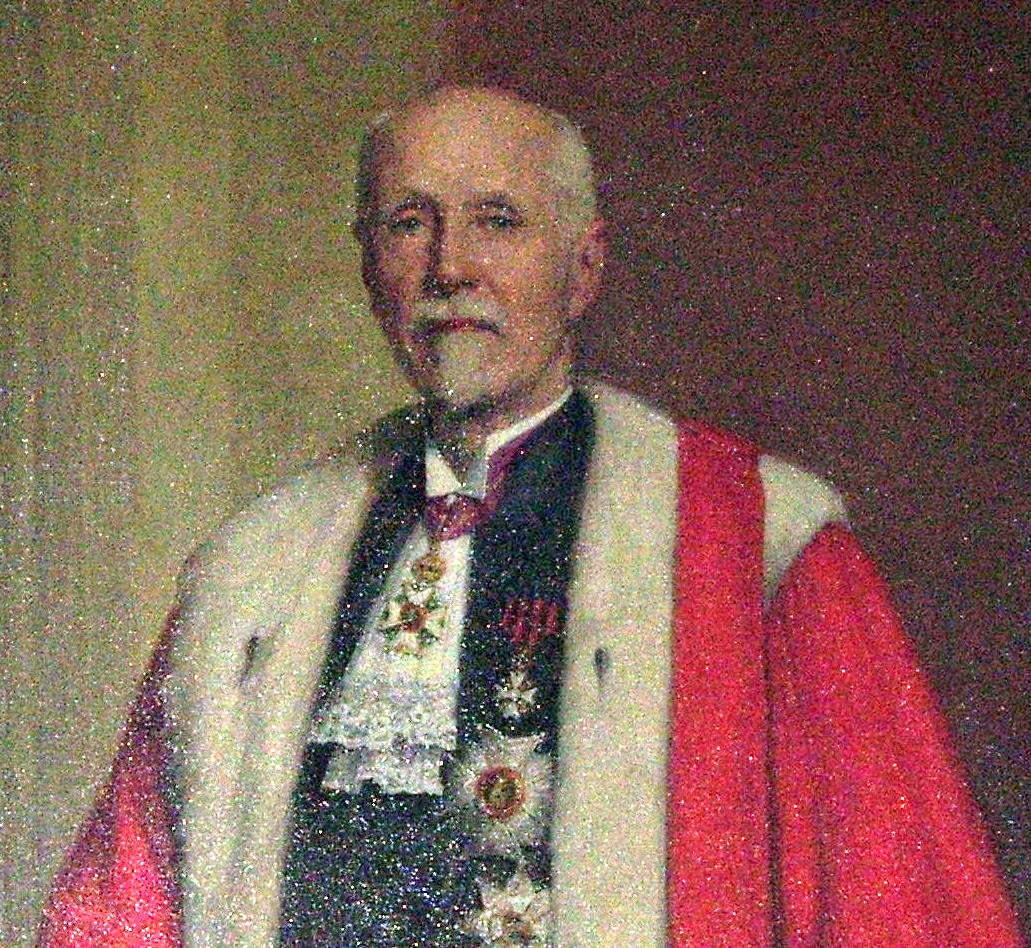
Armand Meyers, geadeld door koning Albert I met de titel van baron (1929)

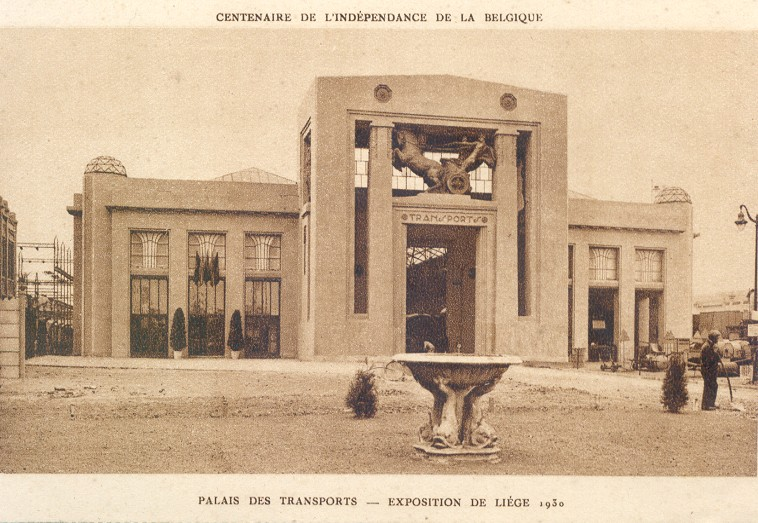
Wereldtentoonstelling in Luik (1930)

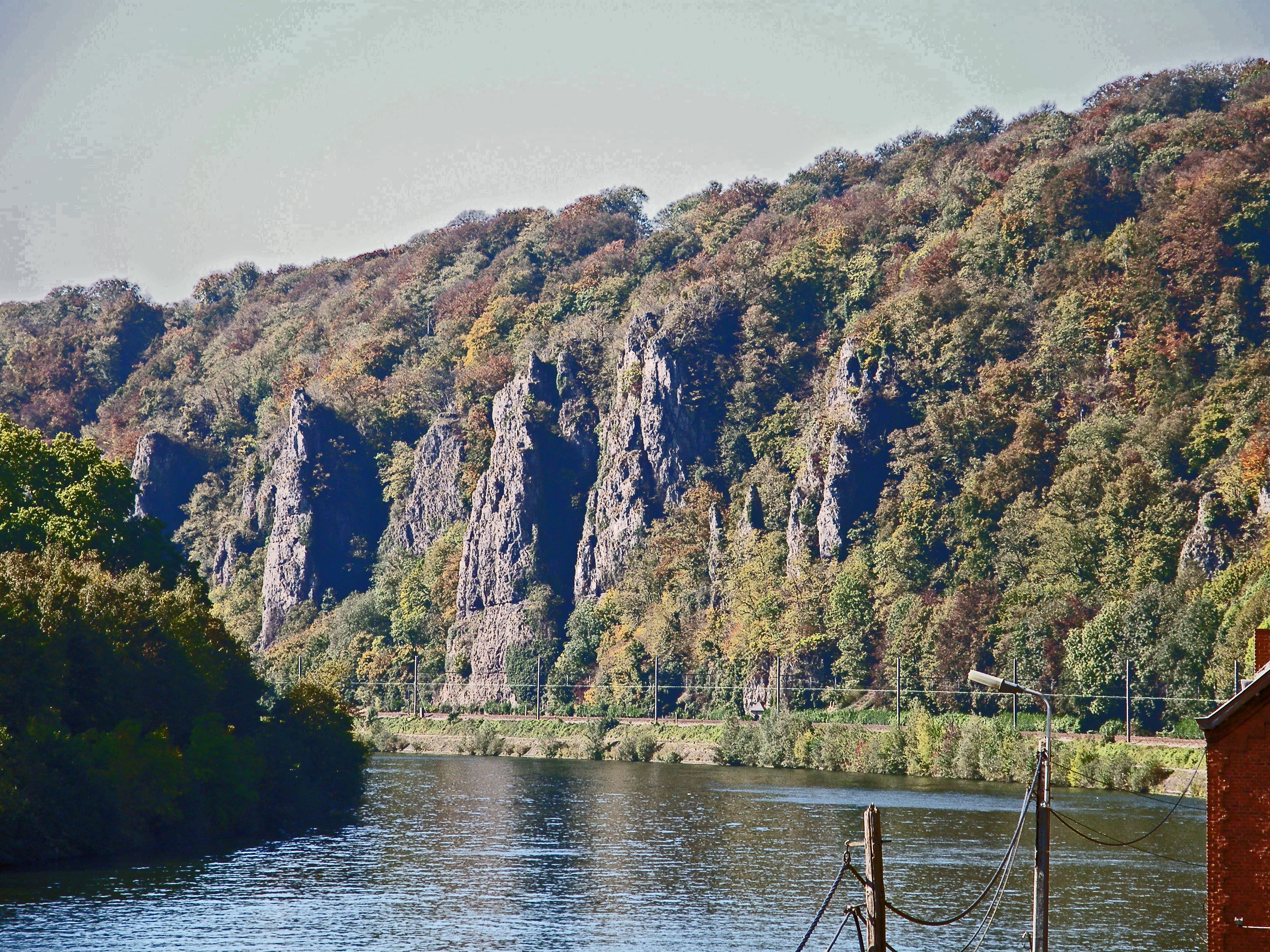
Rotsen van Marche-les-Dames waar Meyers koning Albert I dood aantrof (1934)

Marie Guillaume Armand baron Meyers (Tongeren, 17 maart 1862 - Luik, 26 november 1951) was een procureur-generaal bij het parket-generaal van Luik. Meyers moest officieel de dood van koning Albert I vaststellen in Marche-les-Dames (1934), één maand voor zijn pensionering.

## Levensloop

### Familie
Meyers kwam uit een familie van magistraten, advocaten en burgemeesters van Tongeren. Zijn grootvader was Joseph Laurent Jaminé, een Maastrichtenaar die zich bij de onafhankelijkheid van België verzette tegen het Verdrag der XXIV Artikelen. Meyers liep school in het gemeentecollege van Tongeren en in het college Saint-Benoît Saint-Servais van de Jezuïeten van Luik.

### Advocaat
Hij studeerde af als doctor in de rechten aan de Katholieke Universiteit van Leuven (1884). Vervolgens voltooide hij de stage van advocaat aan de balie van Brussel. Hij oefende het ambt van advocaat slechts enkele jaren uit.

### Procureur-generaal
Meyers oriënteerde zich naar het werk van het parket. Hij werd, 29 jaar oud, procureur des Konings bij het parket van Tongeren, zijn geboortestad (1891). Hij werd bevorderd tot advocaat-generaal bij het parket-generaal van Luik (1900). Vanaf 1914 fungeerde hij al als procureur-generaal van Luik, doch werd formeel benoemd in 1919, na het einde van de Eerste Wereldoorlog. In 1914 had hij een gesprek met de Duitse gouverneur in Luik, luitenant-generaal Richard Kolewe. Samen met andere magistraten kloeg hij de agressie van de Duitsers tegenover Luikenaren aan; achteraf meende Meyers dat door dit heftig gesprek (in het Duits) de brutaliteiten van de Duitsers duidelijk minderden in Luik. Van zijn 3 zonen die vochten in de Eerste Wereldoorlog, sneuvelde er één: Paul-Emile, een mijningenieur. Het liet Meyers niet meer los. Hij interesseerde zich in het mijnrecht, een onderwerp waarover hij meermaals publiceerde in juridische tijdschriften. De mijnbouw was overigens een belangrijke industriële activiteit in het Gerechtelijk gebied Luik, met name in de provincie Luik. 
Naar zijn mercuriales werd jaarlijks uitgekeken in Luik. Hij behandelde er, welbespraakt, talrijke onderwerpen. Zo besprak hij de gerechtelijke instellingen, het Belgisch patriottisme en ook historische onderwerpen zoals de onafhankelijkheid van België en de Luikse rechtsgeleerde Karel de Méan. Andere onderwerpen die hij behandelde, omschreef hij onder de noemer zedelijk verval: prostitutie, geslachtsziekten, vrouwenhandel, alcoholisme en abortus. In 1929 ontving hij van koning Albert I de adellijke titel van baron. In datzelfde jaar stuurde de Belgische regering Meyers naar Berlijn en Wenen: hij wekte met succes de interesse van deze overheden om te exposeren in de Wereldtentoonstelling van Luik (1930). 
In de nacht van 17 op 18 februari 1934 werd Meyers in allerijl geroepen naar de rotsen van Marche-les-Dames. Hij kon er niet anders dan officieel het accidenteel overlijden vaststellen van koning Albert I, een overlijden dat vele uren voor zijn nachtelijke komst had plaats gevonden. 
Een maand later ging hij met pensioen. Op 17 maart 1934 was er een grote afscheidsplechtigheid in Luik, in aanwezigheid van Paul-Emile Janson, minister van Justitie. Hij bleef nog jaren een invloedrijk magistraat. Zo steunde hij volop de oprichting van de Raad van State in België (1946), onder 's lands bestuur van de prins-regent Karel. 
Meyers overleed in Luik in 1951. Zijn borstbeeld staat in het Justitiepaleis van Luik. Hij was de oudere broer van politicus Georges Meyers en de grootvader van politicus Paul Meyers.